# Steven Springer
 (septembre 2021).
Pour les articles homonymes, voir Springer.
Steven Springer (né Steven Anthony Springer le 23 septembre 1951 et mort le 10 septembre 2012) est un guitariste et compositeur américain. Il est surtout connu comme membre du groupe Trinidad Tripoli Steel Band (en) ainsi que pour sa collaboration avec le chanteur Sir Lancelot (en) Pinard. Il a également fondé le projet musical Tropicooljazz.

## Biographie
Steven Springer grandit à Port-d'Espagne, Trinité. Il fréquente le St. Mary's College (en) et fonde un groupe musical relativement populaire.
Springer quitte Trinidad pour faire des études au Mayfield College (en) de Sussex (Angleterre). Après sa graduation, il déménage à Phoenix (Arizona), où il forme le groupe Sanctuary.
Steven Springer et Brian Pinard accompagnent l'oncle de ce dernier, Sir Lancelot, lors de l'enregistrement de son dernier album Pinaryhymns – Religious Calypso.